# Paramenesia subcarinata
Paramenesia subcarinata är en skalbaggsart som först beskrevs av J. Linsley Gressitt 1951.  Paramenesia subcarinata ingår i släktet Paramenesia och familjen långhorningar. Inga underarter finns listade i Catalogue of Life.